# Луисвиллский оркестр
Луисвиллский оркестр (англ. Louisville Orchestra) — симфонический оркестр, базирующийся в городе Луисвилл (штат Кентукки, США).
Основан в 1937 г. дирижёром Робертом Уитни, возглавлявшим коллектив на протяжении 30 лет и заложившим основу его прочной репутации. В 1967 г. Уитни сменил молодой дирижёр Хорхе Местер, под руководством которого упрочилась слава Луисвиллского оркестра как коллектива, пропагандирующего музыку XX века: с Местером во главе оркестр осуществил более 70 записей таких композиторов, как Даллапиккола, Шарль Кеклен, Шостакович, Пендерецкий и др. В дальнейшем оркестром руководили дирижёры Акира Эндо (1980—1982), Лоуренс Лейтон Смит (1983—1994), Макс Брагадо (1994—1998), Уриэль Сегал (1998—2004); в 2006 г. в коллектив вернулся его прежний руководитель Хорхе Местер.